# Nedelišće
Nedelišće (en húngaro: Drávavásárhely; Kajkavian: Nedelišče) es un pueblo en el condado de Međimurje, en el norte de Croacia, y la sede de la municipalidad de Nedelišće, el cual también incluye otros 10 pueblos en el sudoeste del condado de Međimurje.
Nedelišće es un pueblo suburbano ubicado en las afueras de la sede del condado de Čakovec, ubicado a unos 3 kilómetros del centro de la ciudad. A pesar de no haber sido designada ciudad o pueblo, la aldea de Nedelišće fue el segundo lugar más poblado en el condado de Međimurje en el censo de 2011. Un total de 4.320 personas vivían en el pueblo al momento de realizarse el censo.

## Historia
Nedelišće se mencionó por primera vez en 1226, en la Donación del Rey húngaro Béla IV. El asentamiento fue nombrado después del domingo (en croata: nedjelja, dialecto local Kajkavian: nedelja o nedela), ya que la gente local adora a la Santísima Trinidad a la que está dedicada su parroquia católica.
En la Edad Media, el lugar se convirtió en un mercado dedicado a las ferias y artesanías. Entre 1570 y 1586, Nedelišće fue también la sede de una de las primeras oficinas de impresión croatas . El primer documento sobre el establecimiento de una escuela local se origina en 1660, cuando la familia Zrinski reinó en Međimurje. El departamento local de bomberos voluntarios fue fundado en 1908 y es el más antiguo del municipio.

## Hoy
Nedelišće es también la sede del Municipio de Nedelišće. El municipio consta de Nedelišće y otros 10 asentamientos circundantes, con una población actual estimada en aproximadamente 11.500 personas. Otros asentamientos en el municipio son: Črečan, Dunjkovec, Gornji Hrašćun, Gornji Kuršanec, Macinec, Parag, Pretetinec, Pušćine, Slakovec y Trnovec.
La principal carretera internacional que atraviesa el centro de Nedelišće es una conexión importante entre Croacia, Hungría y Eslovenia. También hay dos ferrocarriles que atraviesan el municipio, uno que conecta Čakovec con la ciudad eslovena de Ptuj y el otro que conecta la ciudad con otras ciudades croatas como Varaždin y Zagreb .
Nedelišće también es conocido como el anfitrión de algunas manifestaciones, sobre todo la feria comercial anual más grande en el condado de Međimurje, MESAP (croata: Međimurski sajam poduzetništva ), que generalmente se lleva a cabo en junio y reúne a varias compañías de todo el condado.

El centro local de deportes y gimnasia, SGC Aton, es considerado el centro de gimnasia mejor equipado en el noroeste de Croacia. Los equipos deportivos locales incluyen el club de fútbol NK Nedelišće, quiénes juegan en la Tercera Liga croata, y el club de voleibol OK Nedelišće, quiénes juegan en la Segunda división de Voleibol croata.

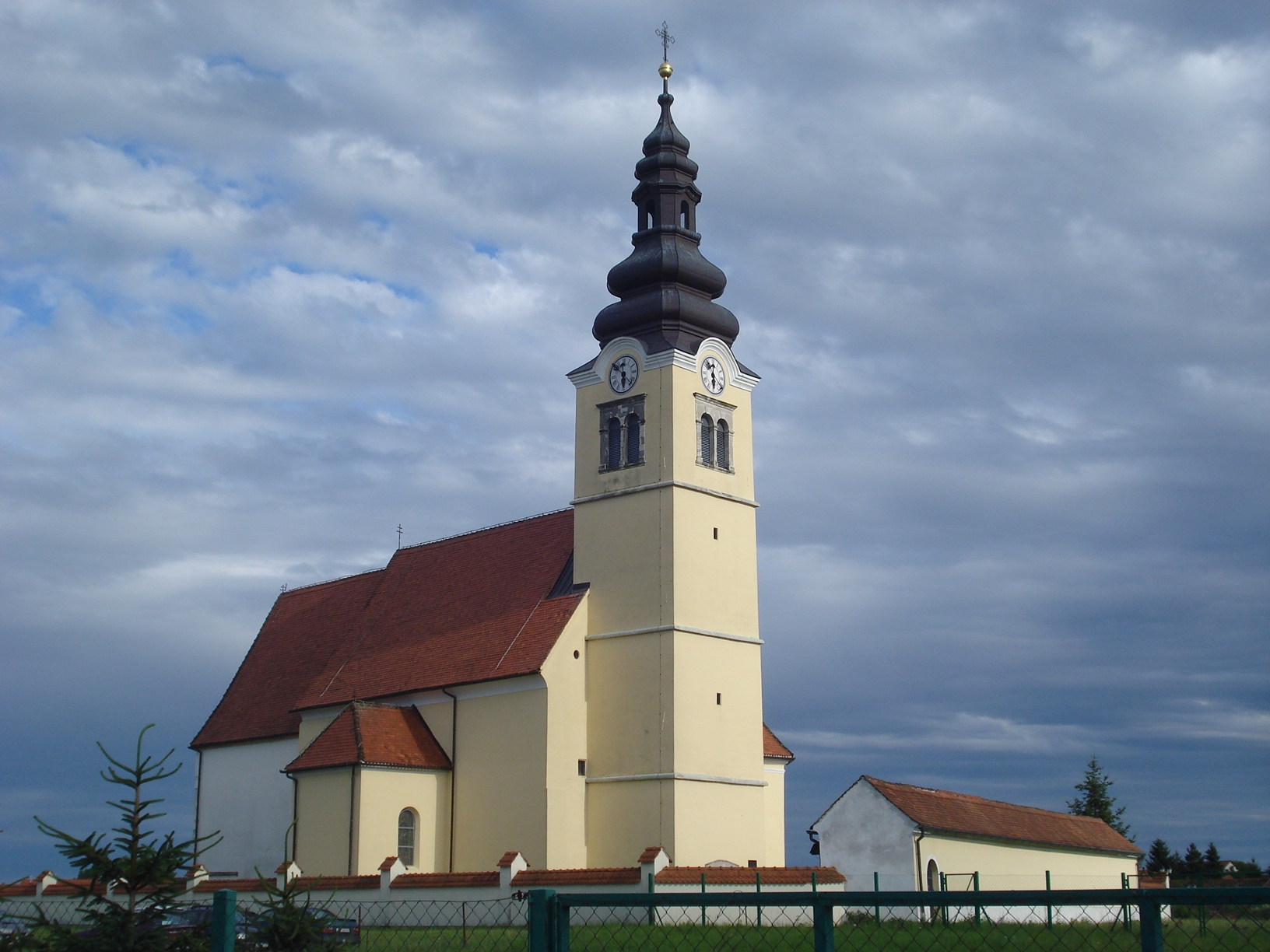
Iglesia de la Santísima Trinidad
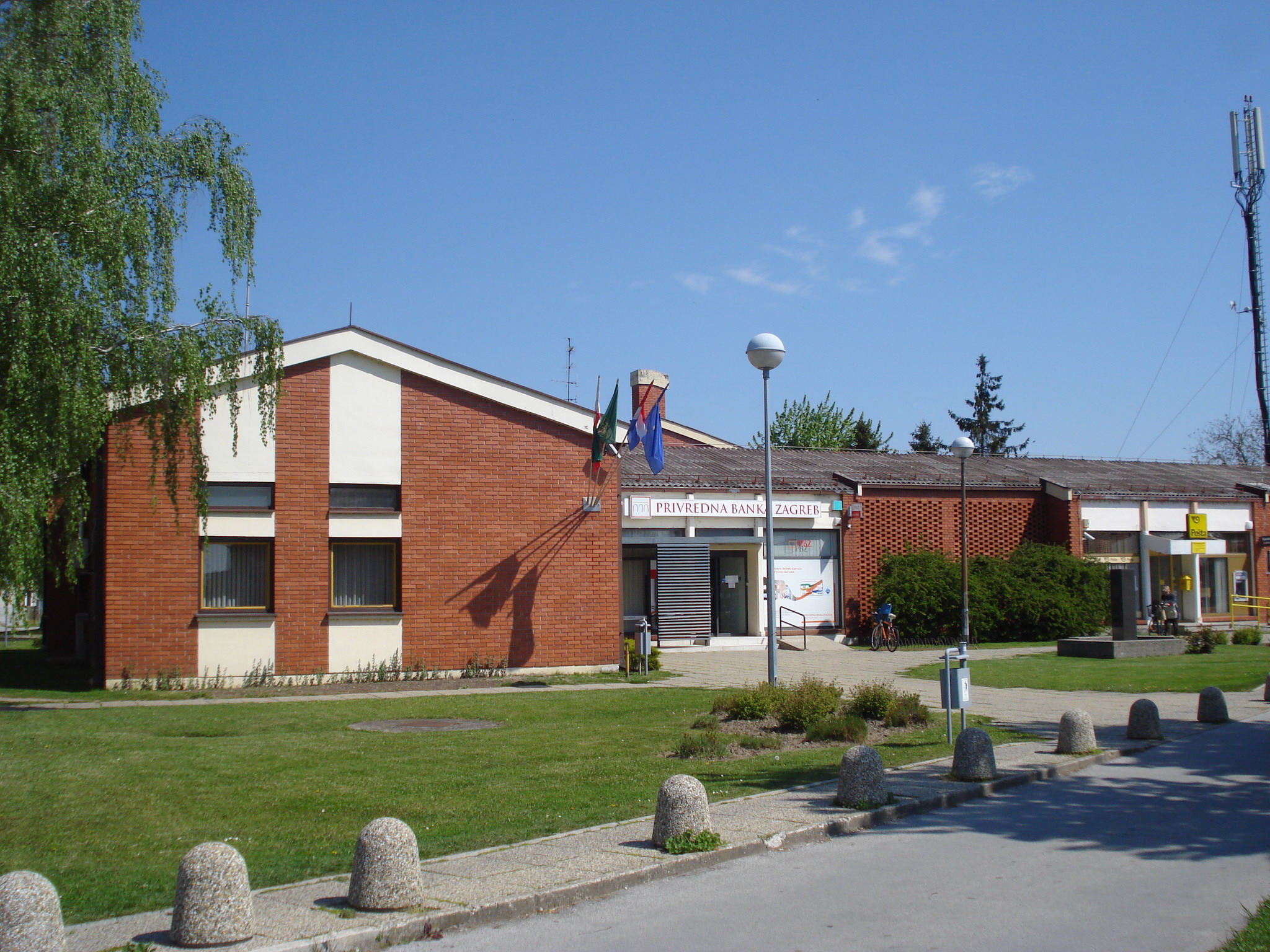
Centro del pueblo
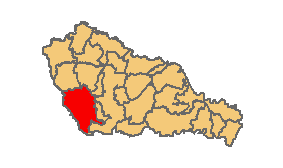
Ubicación dentro del condado de Međimurje
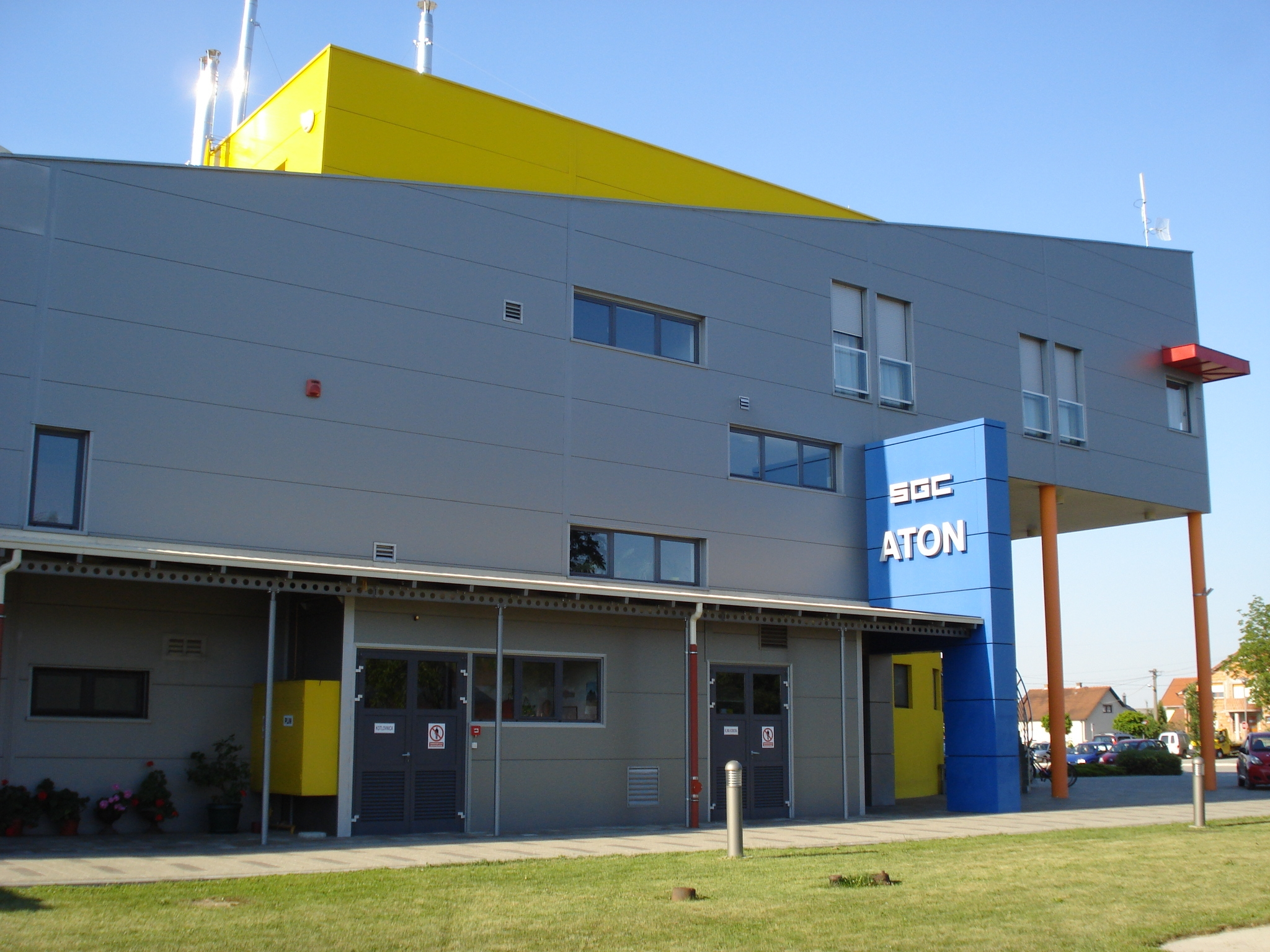
Centro de entrenamiento de gimnasia Aton
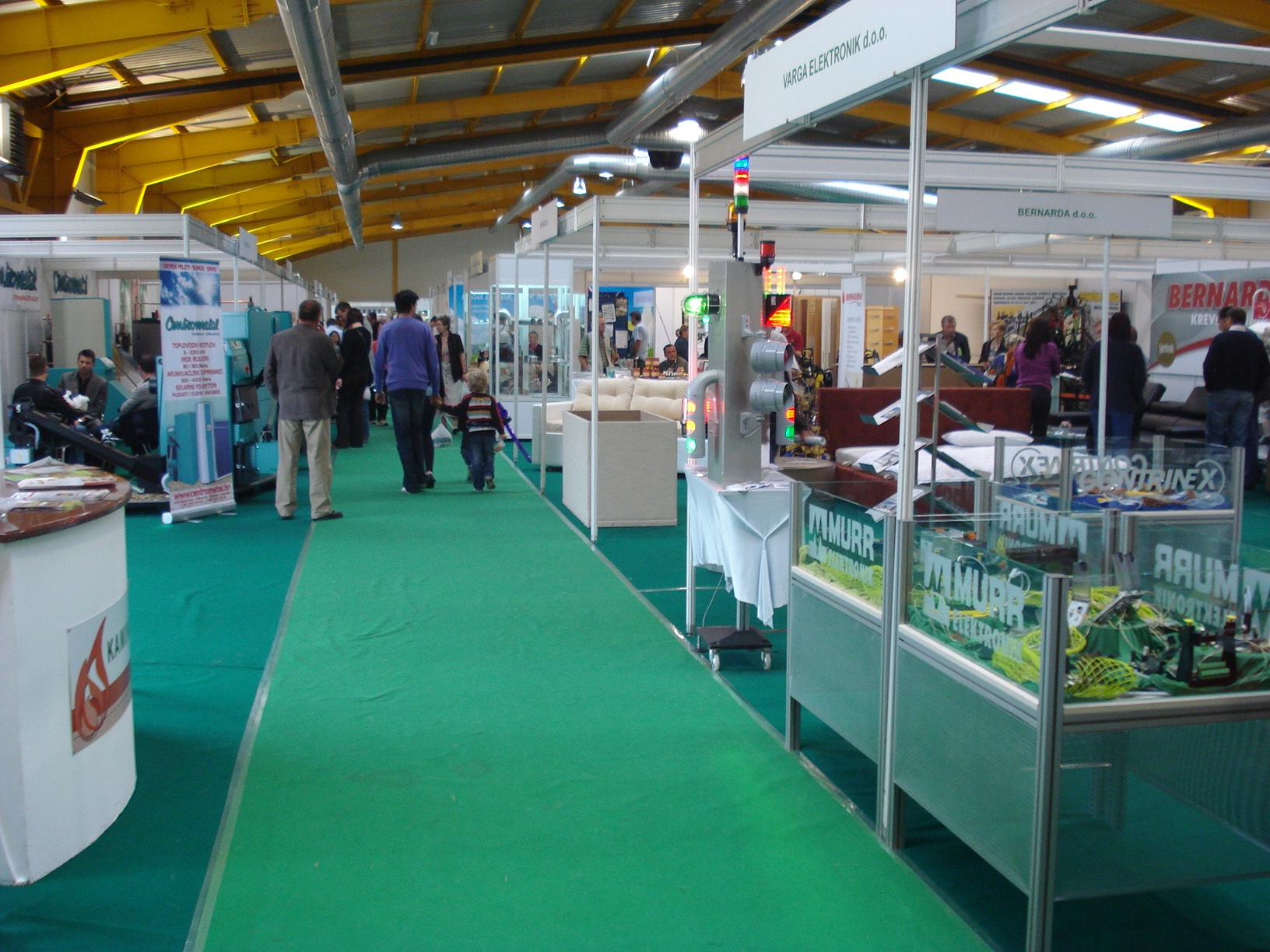
Sala de exposiciones en la feria anual MESAP 2011
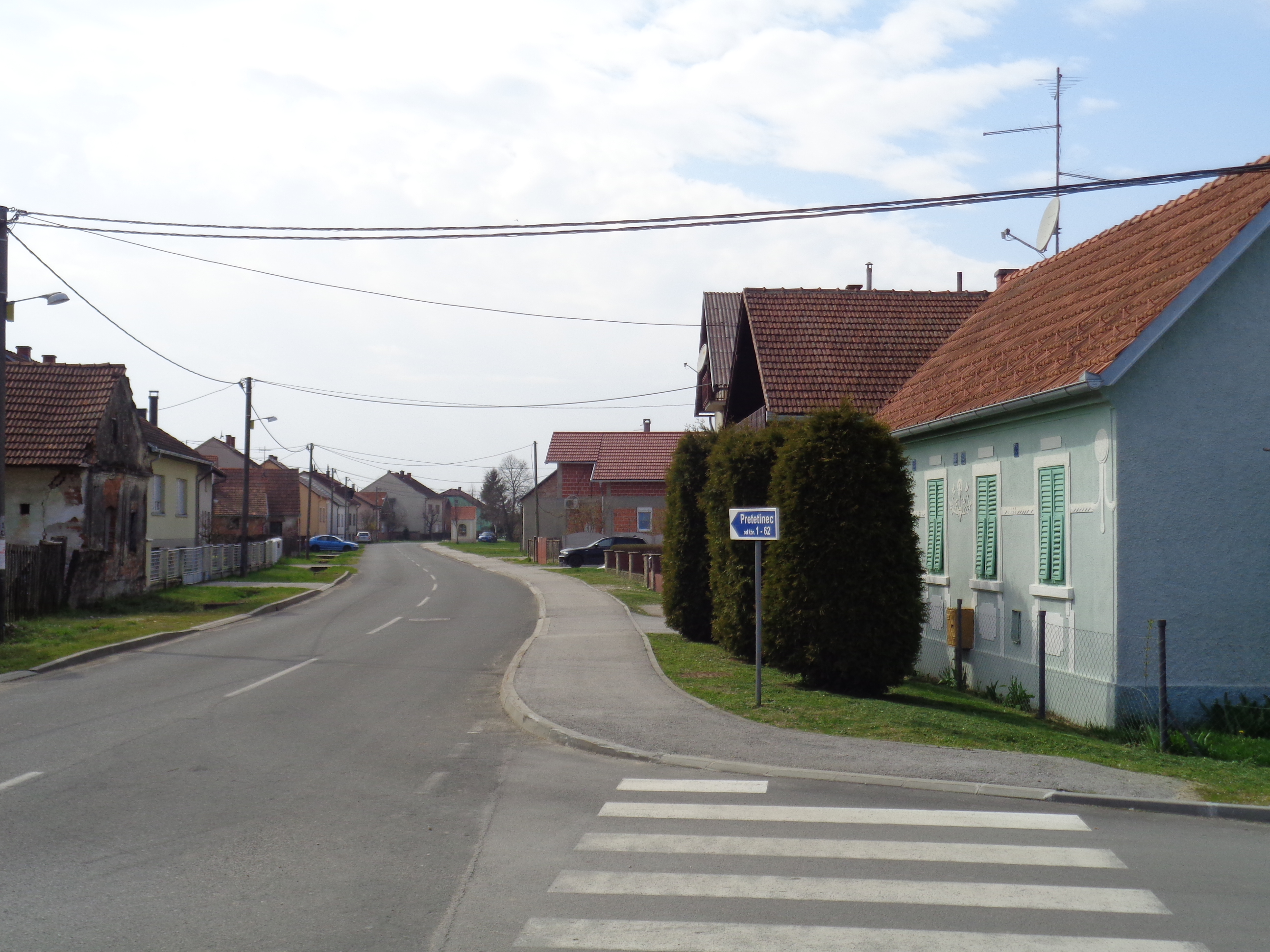
Pretetinec